# SO-DIMM

Comparație între module SO-DIMM

SO-DIMM (Small Outline Dual In-line Memory Module), este un tip de memorie RAM ale cărei dimensiuni sunt aproximativ jumătate din dimensiunea DIMM. Din acest motiv, sunt utilizate în sistemele care au un spațiu limitat: laptop, notebook, nettop, PC-uri bazate pe plăci de bază cu factor de formă Mini-ITX, unele PC-uri all-in-one, imprimante high-end și hardware de rețea, cum ar fi routere și dispozitive NAS. Standardele pentru memoriile SO-DIMM sunt adoptate de JEDEC. 

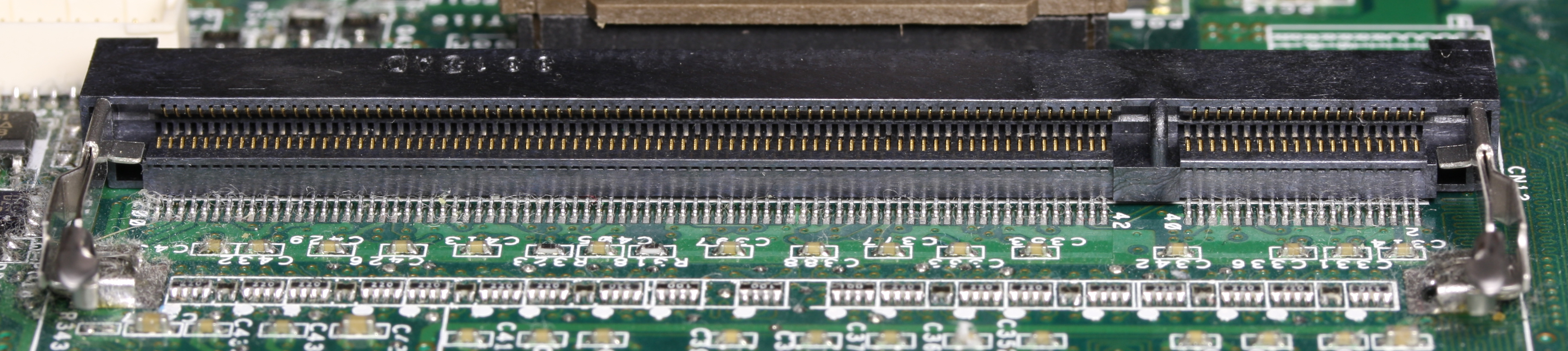
Slot pentru DDR SDRAM SO-DIMM

Spre deosebire de DIMM care sunt introduse perpendicular pe placă, SO-DIMM-urile sunt introduse la un unghi de 45°, astfel încât acestea să fie paralele cu placa unde se fixează în două file de retenție rezistente din lateral. 

Dimensiunile modulelor SO-DIMM sunt în general de 67,6 mm lungime, 31,75 mm lățime, cu o adâncime maximă totală de 3,8 mm, iar cipurile sunt organizate x 8 sau x 16. 

## Variante
Modulele SO-DIMM diferă în funcție de numărul de pini și crestătura din zona de contact. Cele mai importante sunt:
- 72 pini, 32-bit, cu cipuri FPM, EDO sau SDRAM, 5 V sau 3,3 V, tip vechi depășit (1997)
- 100 pini, 32-bit, SDR SDRAM, cu două crestături
- 144 pini, cu cipuri EDO sau SDRAM, 3,3 V,  (1999)
- 200 pini, cu cipuri DDR SDRAM sau DDR2-SDRAM
- 204 pini, cu cipuri DDR3-SDRAM
- 260 pini, cu cipuri DDR4-SDRAM [2]
- 260 de pini (UniDIMM), de dimensiuni ceva mai reduse, cu o singură crestătură.[3]

## Imagini

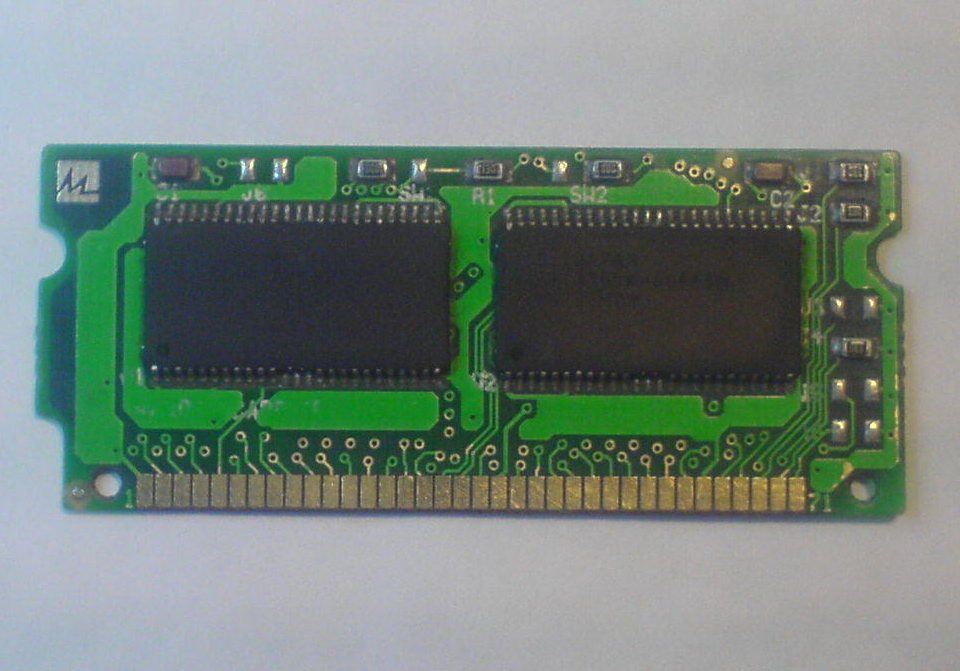
72 pini SO-DIMM
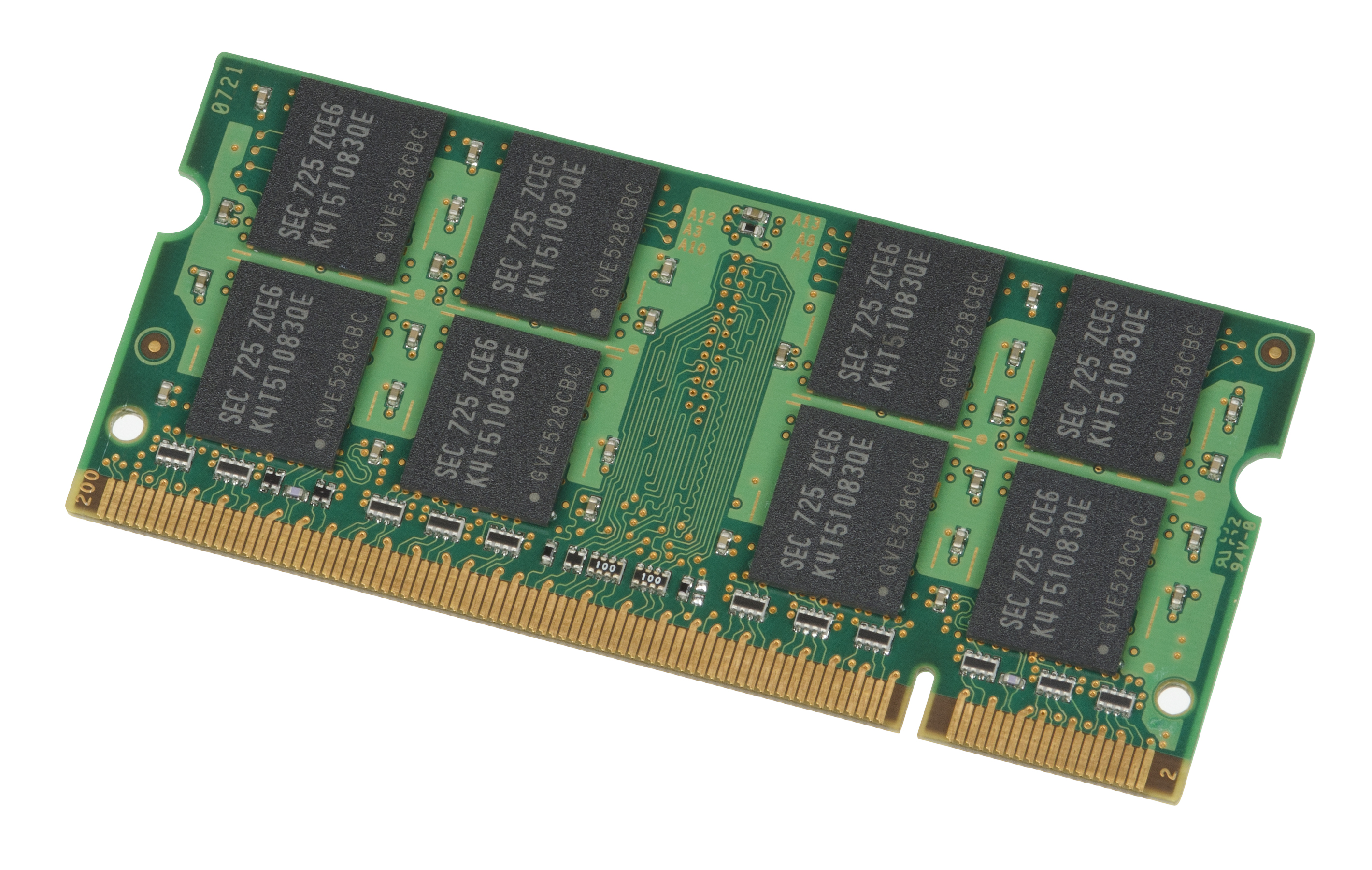
1GB DDR2 SO-DIMM
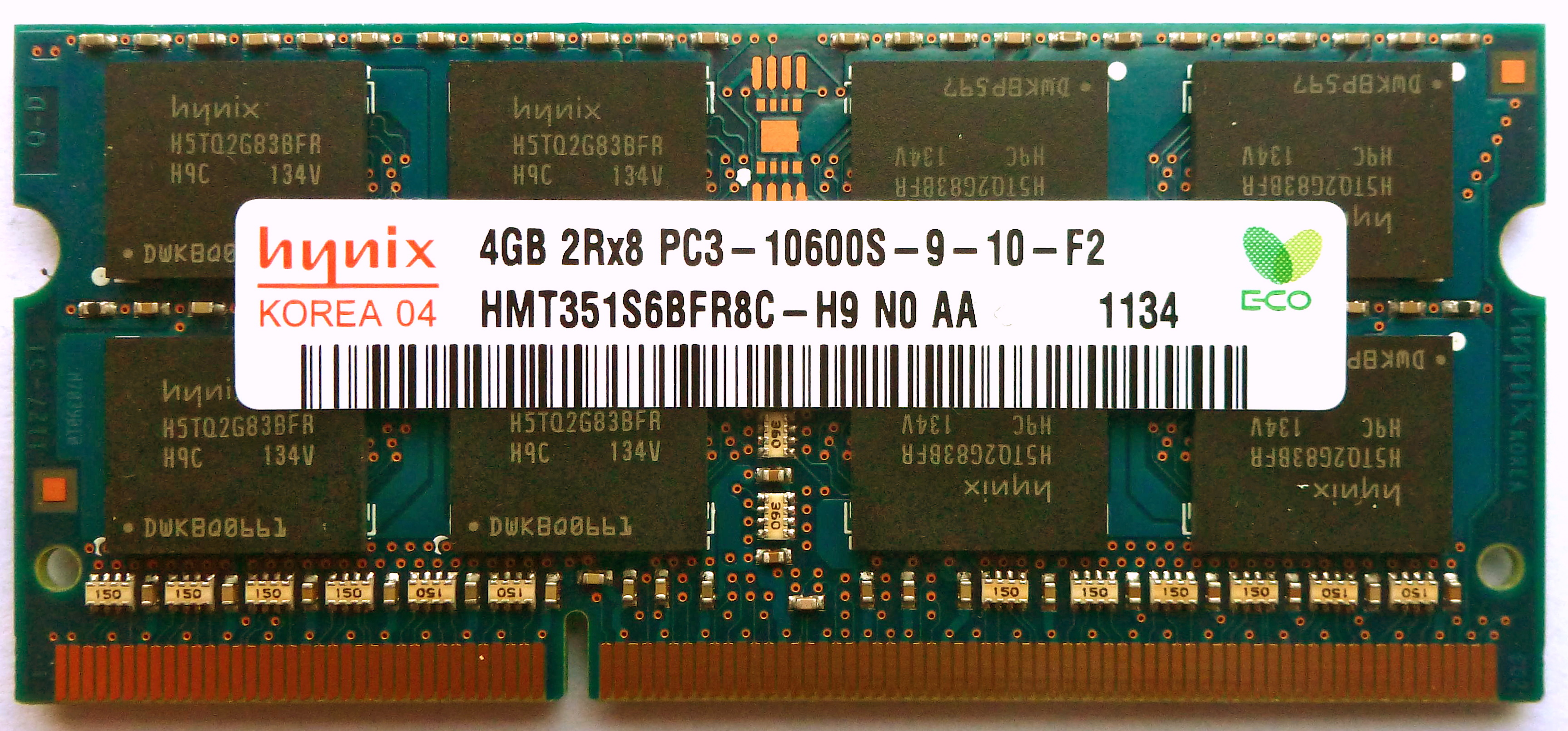
4GB DDR3 SO-DIMM